# Amphiura consors
Amphiura consors är en ormstjärneart som beskrevs av Jean Baptiste François René Koehler 1908. Amphiura consors ingår i släktet Amphiura och familjen trådormstjärnor. Inga underarter finns listade i Catalogue of Life.